# Saison 1 de Grey's Anatomy
Chronologie
Saison 2
La saison 1 de la série télévisée Grey's Anatomy débute en mars 2005 et s'achève en mai 2005 sur le réseau américain ABC, avec un total de 9 épisodes.

## Intrigues
Meredith Grey, fille d’une chirurgienne de renommée mondiale, débute son internat en médecine au sein du Seattle Grace Hospital sous le tutorat du docteur Miranda Bailey. Dans cet hôpital, la jeune femme fait la rencontre de Cristina Yang, George O'Malley, Izzie Stevens et Alex Karev, d’autres médecins internes avec lesquels elle nouera rapidement des liens.

## Distribution

### Acteurs principaux
- Ellen Pompeo (VF : Céline Mauge) : Dr Meredith Grey (9/9)
- Sandra Oh (VF : Yumi Fujimori) : Dr Cristina Yang (9/9)
- Katherine Heigl (VF : Charlotte Marin) : Dr Izzie Stevens (9/9)
- Justin Chambers (VF : Sébastien Desjours) : Dr Alex Karev (9/9)
- T.R. Knight (VF : Thierry Wermuth) : Dr George O'Malley (9/9)
- Chandra Wilson (VF : Zaïra Benbadis) : Dr Miranda Bailey (9/9)
- James Pickens Jr. (VF : Said Amadis) : Dr Richard Webber (6/9)
- Isaiah Washington (VF : Jean-Paul Pitolin) : Dr Preston Burke (9/9)
- Patrick Dempsey (VF : Damien Boisseau) : Dr Derek Shepherd (9/9)

### Acteurs récurrents
- Kate Burton (VF : Évelyne Grandjean) : Dr  Ellis Grey
- Sarah Utterback (VF : Marianne Viguès) : Infirmière Olivia Harper

### Invité
- Kate Walsh (VF : Anne Deleuze) : Dr Addison Montgomery-Shepherd

## Liste des épisodes

### Épisode 1:48 heures
- États-Unis /  Canada : 27 mars 2005 sur ABC / CTV
- France : 3 juillet 2006 sur TF1

- États-Unis : 16,25 millions de téléspectateurs[1] (première diffusion)
- Canada : 1,142 million de téléspectateurs[2]
- France : 3,31 millions de téléspectateurs (première diffusion)

- Kate Burton (Dr Ellis Grey)

### Épisode 2:Premières armes
- États-Unis : 3 avril 2005 sur ABC
- France : 3 juillet 2006 sur TF1

- États-Unis : 17,71 millions de téléspectateurs[3] (première diffusion)
- France : 2,86 millions de téléspectateurs (première diffusion)

### Épisode 3:À bout de course
- États-Unis /  Canada : 10 avril 2005 sur ABC / CTV
- France : 3 juillet 2006 sur TF1

- États-Unis : 17,99 millions de téléspectateurs[4] (première diffusion)
- Canada : 1,324 million de téléspectateurs[5]
- France : 2,07 millions de téléspectateurs (première diffusion)

- Callum Blue (Viper)
- Keith David (Lloyd Mackie)

### Épisode 4:Combat de femmes
- États-Unis : 17 avril 2005 sur ABC
- France : 10 juillet 2006 sur TF1

- États-Unis : 19,18 millions de téléspectateurs[6] (première diffusion)
- France : 3,31 millions de téléspectateurs (première diffusion)

- Kate Burton (Dr Ellis Grey)
- Anna Maria Horsford (L'infirmière Fallon)

### Épisode 5:Cas de conscience
- États-Unis : 24 avril 2005 sur ABC
- France : 10 juillet 2006 sur TF1

- États-Unis : 17,90 millions de téléspectateurs[7] (première diffusion)
- France : 2,47 millions de téléspectateurs (première diffusion)

- Kate Burton (Dr Ellis Grey)
- Kathryn Joosten (Mrs. Drake)
- Jonathan Scarfe (Hank)

### Épisode 6:Épreuve d’endurance
- États-Unis : 1er mai 2005 sur ABC
- France : 17 juillet 2006 sur TF1

- États-Unis : 17,88 millions de téléspectateurs[8] (première diffusion)
- France : 3,59 millions de téléspectateurs (première diffusion)

- Alex Alexander (Annie Connors)
- Bruce Weitz (M. Levangie)

### Épisode 7:Moments de vérité
- États-Unis : 8 mai 2005 sur ABC
- France : 17 juillet 2006 sur TF1

- États-Unis : 18,86 millions de téléspectateurs[9] (première diffusion)
- France : 3,20 millions de téléspectateurs (première diffusion)

- Sarah Utterback (Olivia Harper)
- Ever Carradine (Athena)
- Russell Hornsby (Digby Owens)
- Amanda McDonald
- Kim Morgan Greene

### Épisode 8:Troublantes révélations
- États-Unis : 15 mai 2005 sur ABC
- France : 24 juillet 2006 sur TF1

- États-Unis : 18,33 millions de téléspectateurs[10] (première diffusion)
- France : 3,36 millions de téléspectateurs (première diffusion)

- Sarah Utterback (Olivia Harper)
- Joan McMurtrey (Zoey Glass)
- Kevin Rahm (M. Duff)
- Josh Stamberg
- Sarah Hagan (Devo Friedman)

### Épisode 9:Chacun ses secrets
- États-Unis : 22 mai 2005 sur ABC
- France : 24 juillet 2006 sur TF1

- États-Unis : 22,22 millions de téléspectateurs[11] (première diffusion)
- France : 3,31 millions de téléspectateurs (première diffusion)

- Kate Walsh (Dr Addison Montgomery-Shepherd)
- Wayne Wilderson (Bill Adams)
- Sarah Utterback (Olivia Harper)

- Le titre "Who's Zoomin' Who?" est une chanson de la fameuse Aretha Franklin sortie en 1985.
- Première apparition d'Addison (Kate Walsh).

## Audiences aux États-Unis
| N° Épisode | Titre français          | Titre original                   | Chaîne | Date de diffusion originale | États-Unis (en millions de téléspectateurs) | Pdm sur les 18-49 ans |
| ---------- | ----------------------- | -------------------------------- | ------ | --------------------------- | ------------------------------------------- | --------------------- |
| 1          | 48 heures               | A Hard Day’s Night               | ABC    | 27 mars 2005                | 16,25                                       | 5,8                   |
| 2          | Premières armes         | The First Cut is the Deepest     | ABC    | 3 avril 2005                | 17,71                                       | 6,4                   |
| 3          | À bout de course        | Winning a Battle, Losing the War | ABC    | 10 avril 2005               | 17,99                                       | 6,5                   |
| 4          | Combat de femmes        | No Man's Land                    | ABC    | 17 avril 2005               | 19,18                                       | 6,9                   |
| 5          | Cas de conscience       | Shake Your Groove Thing          | ABC    | 24 avril 2005               | 17,90                                       | 6,4                   |
| 6          | Épreuve d’endurance     | If Tomorrow Never Comes          | ABC    | 1er mai 2005                | 17,88                                       | 6,4                   |
| 7          | Moments de vérité       | The Self Destruct Button         | ABC    | 8 mai 2005                  | 18,86                                       | 6,8                   |
| 8          | Troublantes révélations | Save Me                          | ABC    | 15 mai 2005                 | 18,33                                       | 6,6                   |
| 9          | Chacun ses secrets      | Who's Zoomin' Who?               | ABC    | 22 mai 2005                 | 22,22                                       | 8,0                   |

## Commentaires
Un faux raccord est présent au début de l'épisode 1 quand un patient arrive en hélicoptère, Izzie porte des lunettes qu'elle ne porte plus au plan suivant. Et aussi quand Derek parle à Meredith à la sortie du bloc, son calot se déplace.
Un faux raccord est également présent à la fin de l'épisode 2, quand Derek parle avec Meredith : il referme son téléphone mais, au plan suivant, il est de nouveau ouvert.